# Nesāreh-ye Soflá
Nesāreh-ye Soflá (persiska: نِسارِۀ سُفلَى, نِسار پائين, نِسارِۀ كوچَك, نِسارِ پائين, نِسارِۀ پائين, نِسارِ سُفلَى, نساره سفلى) är en ort i Iran.   Den ligger i provinsen Kurdistan, i den nordvästra delen av landet, 400 km väster om huvudstaden Teheran. Nesāreh-ye Soflá ligger 1 727 meter över havet och antalet invånare är 272.
Terrängen runt Nesāreh-ye Soflá är platt åt nordost, men åt sydväst är den kuperad. Nesāreh-ye Soflá ligger nere i en dal som går i öst-västlig riktning. Runt Nesāreh-ye Soflá är det ganska glesbefolkat, med 23 invånare per kvadratkilometer. Närmaste större samhälle är Golāneh, 15,8 km väster om Nesāreh-ye Soflá. Trakten runt Nesāreh-ye Soflá består i huvudsak av gräsmarker.